# دووگوپوله گورنه
دووگوپوله گورنه (به لهستانی:  Długopole Górne) یک روستا در لهستان است که در گمینا مینزلشه واقع شده‌است.